# Tajkuilol
Tajkuilol är en ort i Mexiko.   Den ligger i kommunen Cuetzalan del Progreso och delstaten Puebla, i den sydöstra delen av landet, 190 km öster om huvudstaden Mexico City. Tajkuilol ligger 344 meter över havet och antalet invånare är 207.
Terrängen runt Tajkuilol är huvudsakligen kuperad, men söderut är den bergig. Runt Tajkuilol är det ganska tätbefolkat, med 134 invånare per kvadratkilometer. Närmaste större samhälle är Ciudad de Cuetzalan, 10,9 km väster om Tajkuilol. I omgivningarna runt Tajkuilol växer i huvudsak städsegrön lövskog.